# 1996年アトランタオリンピックのザイール選手団
1996年アトランタオリンピックのザイール選手団（1996ねんアトランタオリンピックのザイールせんしゅだん）は、1996年7月19日から8月4日までアメリカ合衆国のアトランタで開催された1996年アトランタオリンピックのザイール選手団、およびその競技結果。

## 概要
今大会には陸上競技男子マラソンとバスケットボール女子の2種目に14選手が参加した。
1996年11月に第一次コンゴ戦争が勃発し、モブツ・セセ・セコの一党独裁制政権は崩壊、1997年にザイール共和国からコンゴ民主共和国へと国名が変更されたためザイールとして最後のオリンピックとなった。

## 結果

### 陸上競技
- ウィリー・カロンボ - 男子マラソン 2時間17分01秒 16位
- カレラ・ムトケ - 男子マラソン 2時間34分40秒 96位

### バスケットボール
- 女子予選リーグ
  -  ザイール 65 - 81  ウクライナ
  -  ザイール 45 - 91  オーストラリア
  -  ザイール 47 - 107  アメリカ合衆国
  -  ザイール 71 - 95  韓国
  -  ザイール 59 - 73  キューバ

- 女子9-12順位決定戦
  -  ザイール 67 - 91  中国

- 女子11-12順位決定戦
  -  ザイール 46 - 88  カナダ

最終順位：12位